# Große Moschee von Durrës

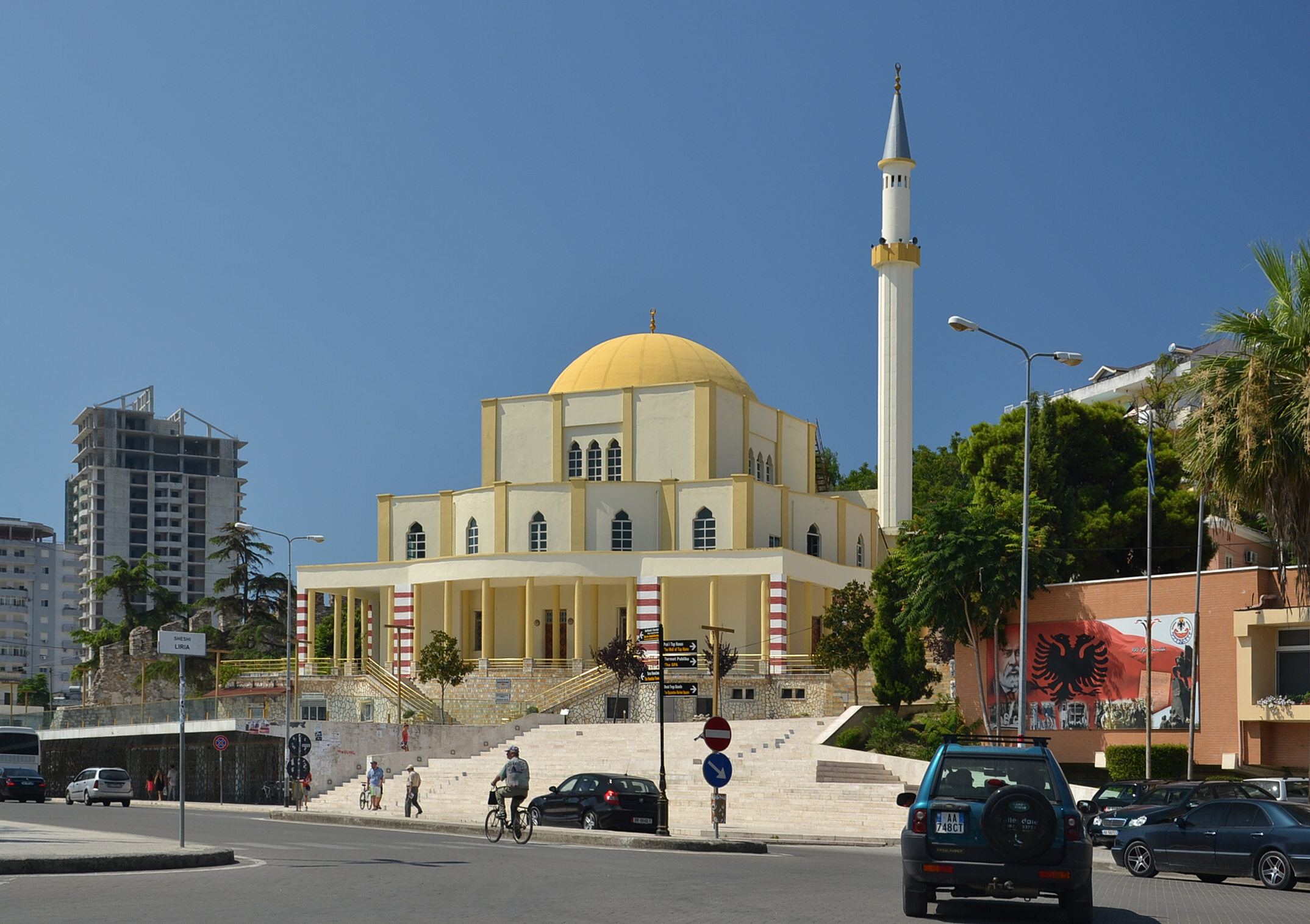
Die Große Moschee am Sheshi Liria im Stadtzentrum

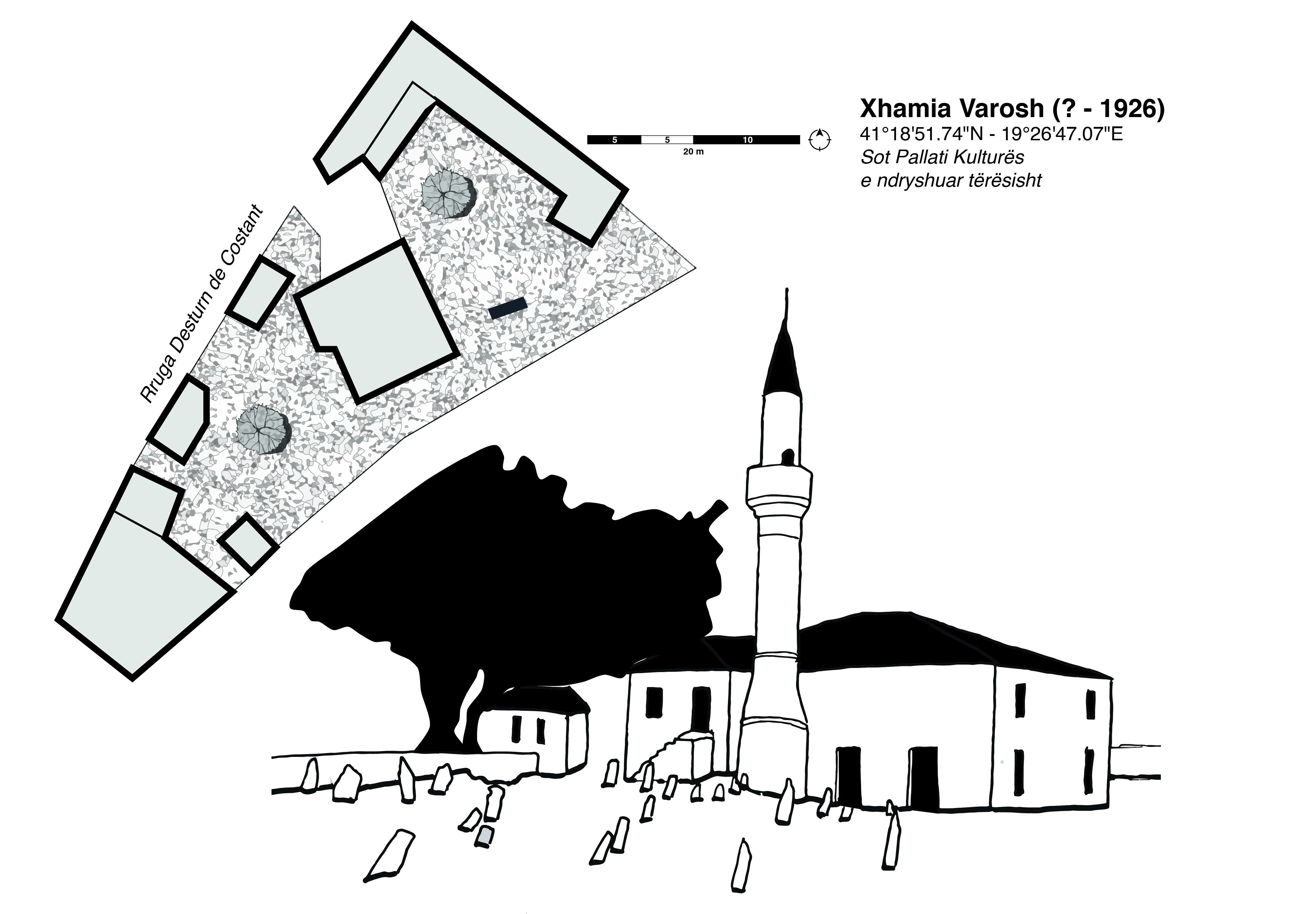
Plan der abgerissenen Varosh-Moschee

Die Große Moschee von Durrës oder Neue Moschee (albanisch Xhamia e Madhe e Durrësit bzw. Xhamia e Re) ist die größte Moschee der albanischen Hafenstadt Durrës. Sie befindet sich am Hauptplatz, leicht erhöht am Hang eines Hügels liegend.
Die historische Varosh-Moschee wurde abgerissen, als nach dem Erdbeben von 1926 der heutige Hauptplatz angelegt wurde. Als Ersatz wurde auf dem Hügel an der Westseite des Platzes ein Neubau geplant.
Die Große Moschee von Durrës entstand mit finanzieller Hilfe insbesondere von Ymer Lushkaj zur Zeit der Regentschaft des Königs Ahmet Zogu. „Helfer“ waren aber auch Bürger und Händler der Stadt. Die Idee zur Errichtung kam vom örtlichen Mufti Mustafa Varoshi, der auch die aus Persien stammenden Tapeten für die Moschee erwarb. Als Baubeginn wird das Jahr 1931 angegeben. Zur Eröffnung finden sich unterschiedliche Angaben: Es werden die Jahre 1937, 1938, 1939 und 1940 angegeben. Sie war zum Zeitpunkt ihrer Eröffnung die größte Moschee Albaniens.
Die Moschee wurde nach dem Religionsverbot von 1967 geschlossen und in ein Jugendkulturzentrum umgewandelt. Das Minarett wurde entfernt. 1979 wurde der Bau durch ein Erdbeben beschädigt. 1993 wurde die Moschee mithilfe der Islamischen Welthilfsorganisation der Islamischen Weltliga wiedereröffnet und im Folgejahr wiederhergestellt. 2003 und 2013 wurde der Bau renoviert.
Mit der großen Kuppel und dem schmalen Minarett handelt es sich um einen Moscheebau im türkischen Stil. Der Bau hat eine Fläche von 1319 Quadratmetern. Es war noch ein zweites Minarett geplant gewesen, das aber nie vollendet worden ist.
Neben der Großen Moschee und Neubauten findet sich in Durrës noch die alte oder kleine Moschee: die Fatih-Moschee aus dem frühen 16. Jahrhundert.